# Велика печатка Сполучених Штатів
Велика печатка Сполучених Штатів (англ. Great Seal of the United States) — печатка, що використовується для підтвердження дійсності документів, виданих урядом США. Титульна сторона печатки використовується також як герб США. Малюнок печатки виконаний за проєктом Дж. Прествича і В. Бартона, затверджений 20 червня 1782 року.

## Опис

### Лицьовий бік
Зображений білоголовий орлан з розпростертими крилами, який тримає у лапах маслинову гілку з 13 листками і 13 оливами та 13 стрілами. Це символізує мир та війну: «США прагнуть миру, але завжди готові до війни». Голова орлана традиційно повернена до оливкових гілок. У дзьобі орлан тримає стрічку з написом: «E pluribus unum», що в перекладі з латинської означає: «З багатьох один» (це символічно вказує на те, що багато американських штатів утворюють одну країну, багато народів — одну націю). Над його головою розташована розетка з 13 (за кількістю перших штатів) п'ятипроменевими зірками, які усі разом утворюють зірку Давида. В перших проєктах форму сузір'я у верхній частині герба не вказували, тому зірки розміщувались хаотично. У сучасному вигляді це сузір'я з'являється лише в першій половині XIX століття. На грудях орлана — щит розфарбований в кольори державного прапора, лише з двома відмінностями. Перша — на блакитному фоні немає зірок. Друга — більшість смуг білі, а не червоні, як на американському прапорі. Всього цих смуг є 13, знову ж таки за кількістю перших штатів.

### Зворотний бік
На зворотному боці печатки зображена незавершена піраміда, вершину якої вінчає око в трикутнику. Вона складається з тринадцяти рівнів, що традиційно символізують 13 штатів, які спочатку входили до складу США: Массачусетс, Коннектикут, Род-Айленд, Нью-Гемпшир, Нью-Йорк, Нью-Джерсі, Пенсільванія, Делавер, Вірджинія, Меріленд, Північна Кароліна, Південна Кароліна, Джорджія. На першому рівні нанесена дата 1776 римськими цифрами — MDCCLXXVI. Око на вершині піраміди є «Оком Провидіння»; воно випромінює славу та шляхетність. Над ним розташований напис «Annuit Cœptis», що означає «воно прихильне до наших починів». Напис розташований на свиті під пірамідою оголошує «Novus Ordo Seclorum» — «Новий порядок на віки». Ця фраза взята з Вергілія.

## Історія
4 липня 1776 року, того самого дня, коли була проголошена незалежність від Королівства Великої Британії тринадцяти штатів, Континентальний Конгрес, перший комітет проєктує Велику печатку — національну емблему держави. Нова держава — Сполучені Штати Америки, потребувала офіційного символу підтвердження свого суверенітету. Знадобилося шість років і три комітети Континентального Конгресу, щоб встановити остаточний проєкт печатки. Перший з комітетів був сформований Бенджаміном Франкліном, Джоном Адамсом і Томасом Джефферсоном. Кожен з яких запропонував свій варіант печатки, але вони не були затверджені конгресом. І нарешті в 1782 році Секретар Конгресу Чарльз Томсон запропонував свій варіант Великої печатки, узявши елементи зі всіх запропонованих раніше версій. Велика печатка була затверджена Конгресом 20 липня 1782 року. Відлита мідна матриця діаметром 2,25 дюйма. Вперше Велика печатка була використана 16 вересня 1782 року Томсоном, для підтвердження підпису на документі, який уповноважував Джорджа Вашингтона домовлятися про обмін ув'язненими.

## Число 13
Якщо роздивитись велику печатку США, можна побачити багато окультних і масонських символів. Головним з них є так званий американський орел. Насправді малось на увазі стилізоване зображення фенікса. Фенікс є символом духовної перемоги та досягнень, перевтілення та відродження творчої енергії. Крім того на печатці має значення кількість предметів. Наприклад, містичне число тринадцять домінує і не обмежується кількістю колоній, із яких були спочатку сформовані США. Священна емблема древніх ініційованих, тут містить тринадцять зірок, з'являється над головою орла. Девіз містить тринадцять літер, як і надпис. Орел тримає в правій лапі гілку падуба з тринадцяти листочками і ягодами, а в лівій зв'язку з тринадцяти стріл. Фасад зображений на зворотній стороні печатки Великої піраміди в Гізі (знак багатства), виключаючи панель, де написана дата, складається з 72 камінчиків, укладених в тринадцять рядів.

## Додатково
Зображення «Великої Печатки США» з 1935 року розміщене на зворотному боці однодоларової банкноти. Ліворуч зображення звороту печатки, праворуч — лицьової сторони.